# Дейвид Уилямс
Дейвид Уилямс е професионален покер играч от САЩ.

## Биография
Роден и израснал в Арлингтън, щата Тексас. Занимава се още и с Меджик дъ гедъринг.
Учи икономика в Южен методистки университет.

## Успехи

### Онлайн покер
През 2009 г. Уилямс, играещ под псевдоним „RugDoctor“, побеждава Алекзандър „joiso“ Кострянин и успява да вземе Събитие # 42 ($ 2100 в 8 игри) на Световното първенство за онлайн покер (WCOOP). 